# بابیتسه (ناحیه پراخاتیتسه)
بابیتسه (به چکی: Babice) یک منطقهٔ مسکونی در جمهوری چک است که در ناحیه پراخاتیتسه واقع شده‌است. بابیتسه ۵٫۷۹ کیلومتر مربع مساحت و ۸۵ نفر جمعیت دارد و ۴۴۷ متر بالاتر از سطح دریا واقع شده‌است.